# 영화사 진진
영화사 진진은 2006년에 설립된 대한민국의 영화 수입·배급사이다.
2006년 11월 동숭아트센터 구조 조정으로 영상사업팀이 분사한 문화예술독립법인이다. 2006년 켄 로치 감독의 《보리밭을 흔드는 바람》을 한국 관객에게 선보이며, 수입 배급사로서 첫 발을 떼었다.
2001년부터 서울 대학로 동숭아트센터 다큐멘터리 전용관 하이퍼텍나다를 운영하였으나 2011년 운영을 중단했다. 국내 첫 예술영화전용관인 씨네코드 선재를 운영하다가 2015년 적자 누적으로 폐관했다.
음악 영화 《원스》는 14개관에서 소규모로 개봉했지만 높은 좌석점유율을 기록하며 장기 상영으로 이어져 23만 관객을 달성했다.

## 국내 작품
- 《똥파리》 (2009)
- 《지슬: 끝나지 않은 세월 2》 (2013)
- 《어른도감》 (2017)

## 수입 작품
- 《보리밭을 흔드는 바람》 (2006)
- 《원스》 (2006)
- 《걸어도 걸어도》 (2008)
- 《미라클 벨리에》 (2015)
- 《심야식당》 (2015)
- 《나, 다니엘 블레이크》 (2016)
- 《마스터》 (2016)
- 《바르다가 사랑한 얼굴들》 (2018)
- 《모리의 정원》 (2018)
- 《기적의 팀: 샤페코엔시》 (2018)
- 《루스 베이더 긴즈버그: 나는 반대한다》 (2019)
- 《바쿠라우》 (2019)